# Villeneuve-de-Marsan
 Villeneuve-de-Marsan  es una población y comuna francesa, situada en la región de Aquitania, departamento de Landas, en el distrito de Mont-de-Marsan y cantón de Villeneuve-de-Marsan.

## Demografía
| 1848 | 1915 | 2122 | 2035 | 2107 | 2112 |
| Para los censos de 1962 a 1999 la población legal corresponde a la población sin duplicidades (Fuente: INSEE [Consultar]) |      |      |      |      |      |